# Paul Quiquerez
Clair Édouard Paul Arnold Quiquerez (París, 17 de octubre de 1863-San-Pédro, 22 de mayo de 1890) fue un militar y explorador francés.

## Biografía
El Ministerio de la Guerra francés organizó en 1890 una misión a Costa de Marfil. A comienzos de 1891, un destacamento militar comandado por el teniente de caballería Paul Quiquerez, asistido por el subteniente René de Segonzac, exploró el litoral de Costa de Marfil. Su misión consistía en acordar tratados con los jefes locales para encontrar una vía de comunicación entre la costa y la cuenca del río Níger. 
Salieron de la ciudad de Grand-Bassam, en el extremo oriental del litoral de Costa de Marfil y llegaron a Grand-Lahou, en la zona central de la costa. Siguieron recorriendo a pie la costa, visitaron los puestos comerciales europeos hasta Cavally, ya en la frontera con Liberia. En mayo de 1891 remontaron el río San-Pédro pero, al llegar a los primeros rápidos, decidieron abandonar sus canoas. Sin porteadores, y sobre todo sin experiencia, intentaron continuar hacia el norte a través del bosque. Perdidos y enfermos, los viajeros regresaron y con dificultad encontraron sus barcos y a sus hombres pero, atacados por los nativos, perdieron todo su equipaje.
Quiquerez murió oficialmente de fiebres a finales de mayo y Segonzac logró regresar a San-Pédro con un brazo roto y volver a Francia. Sin embargo, tiempo después surgieron dudas sobre la causa real de la muerte, y a instancias de la familia de Quiquerez se realizó una investigación; el cuerpo de Quiquerez fue exhumado y la autopsia encontró agujeros en el cráneo causados por arma de fuego. Segonzac fue entonces acusado de asesinato, según los testimonios de algunos de los soldados de la expedición, y fue juzgado por un tribunal marcial reunido en Saint-Louis, Senegal, en octubre de 1893. Finalmente, Segonzac fue absuelto, ya que los testimonios de los soldados no eran muy consistentes, y a que Segonzac alegó que Quiquerez se había suicidado debido al dolor insoportable que le causaban las fiebres y que él no había querido decirlo para salvar el honor del teniente.  
La polémica, conocida como L'affaire Quiquerez-Segonzac, no acabó con el juicio, duró varios años y afectó a la reputación de Segonzac, creído por unos y acusado por otros.